# Franse presidentsverkiezingen 1981
De Franse presidentsverkiezingen 1981 waren de vijfde presidentsverkiezingen tijdens de Vijfde Franse Republiek. François Mitterrand werd bij deze verkiezingen gekozen als president van Frankrijk.
Op 10 mei 1981 moesten de Fransen in de tweede stemronde kiezen tussen de zittende president Valéry Giscard d'Estaing en François Mitterrand. Beiden stonden ook tijdens de presidentsverkiezingen van 1974 tegenover elkaar. De eerste ronde vond plaats op 26 april 1981, er deden in deze ronde tien kandidaten mee. De opkomst was hoog: 81,09%. In die eerste ronde won Giscard d'Estaing 28,32% van de stemmen, Mitterrand behaalde 25,85%. Verder kregen Jacques Chirac 18,00%, Georges Marchais 15,35% en Brice Lalonde 3,88% van de stemmen. De overige kandidaten behaalden ieder minder dan 2,30% van de stemmen.

## Kiessysteem
Uitgangspunt van de verkiezingen is, dat in één ronde een kandidaat de meerderheid van de stemmen krijgt. Omdat van de vele kandidaten normaal er geen in één keer de meerderheid krijgt, moet er een tweede ronde worden gehouden tussen de twee kandidaten, die in de eerste ronde de meeste stemmen hebben gekregen.

## Uitslag eerste ronde
Volgens de officiële uitslag hadden Giscard d'Estaing en Mitterrand op 26 april 1981 de meeste stemmen gekregen, zodat zij het tegen elkaar opnamen in de tweede ronde. Deze vond plaats op 10 mei 1981.
| Kandidaat                | Partij                             | Stemmen    | %      |
| ------------------------ | ---------------------------------- | ---------- | ------ |
| Valéry Giscard d'Estaing | Union pour la démocratie française | 8.222.432  | 28,32% |
| François Mitterrand      | Parti socialiste                   | 7.505.960  | 25,85% |
| Jacques Chirac           | Rassemblement pour la République   | 5.225.848  | 18,00% |
| Georges Marchais         | Parti communiste français          | 4.456.922  | 15,35% |
| Brice Lalonde            | Mouvement d'écologie politique     | 1.126.254  | 3,88%  |
| Arlette Laguiller        | Lutte Ouvrière                     | 668.057    | 2,30%  |
| Michel Crépeau           | Mouvement des radicaux de gauche   | 642.847    | 2,21%  |
| Michel Debré             | Divers droite gaulliste            | 481.821    | 1,66%  |
| Marie-France Garaud      | Divers droite gaulliste            | 386.623    | 1,33%  |
| Huguette Bouchardeau     | Parti socialiste unifié            | 321.353    | 1,10%  |
| Totaal (opkomst 81,09%)  |                                    | 29.516.082 | 100%   |

## Uitslag tweede ronde
In de tweede ronde op 10 mei 1981 behaalde François Mitterrand de overwinning met 51,76% van de stemmen tegen 48,24% voor Valéry Giscard d'Estaing. Daarmee werd Mitterrand gekozen als president van Frankrijk.
| Kandidaat                | Partij                             | Stemmen    | %      |
| ------------------------ | ---------------------------------- | ---------- | ------ |
| François Mitterrand      | Parti socialiste                   | 15.708.262 | 51,76% |
| Valéry Giscard d'Estaing | Union pour la démocratie française | 14.642.306 | 48,24% |
| Totaal (opkomst 84,84%)  |                                    | 29.516.082 | 100%   |